# Chapelle commémorative Luce
La chapelle commémorative Luce (en chinois : 路思義教堂 ; pinyin : Lùsī Yì Jiàotáng) est une chapelle chrétienne située dans l'université Tunghai à Taichung, à Taïwan. Elle doit son nom à un pasteur protestant américain.
Le bâtiment a été construit en 1963 par l'architecte Ieoh Ming Pei.

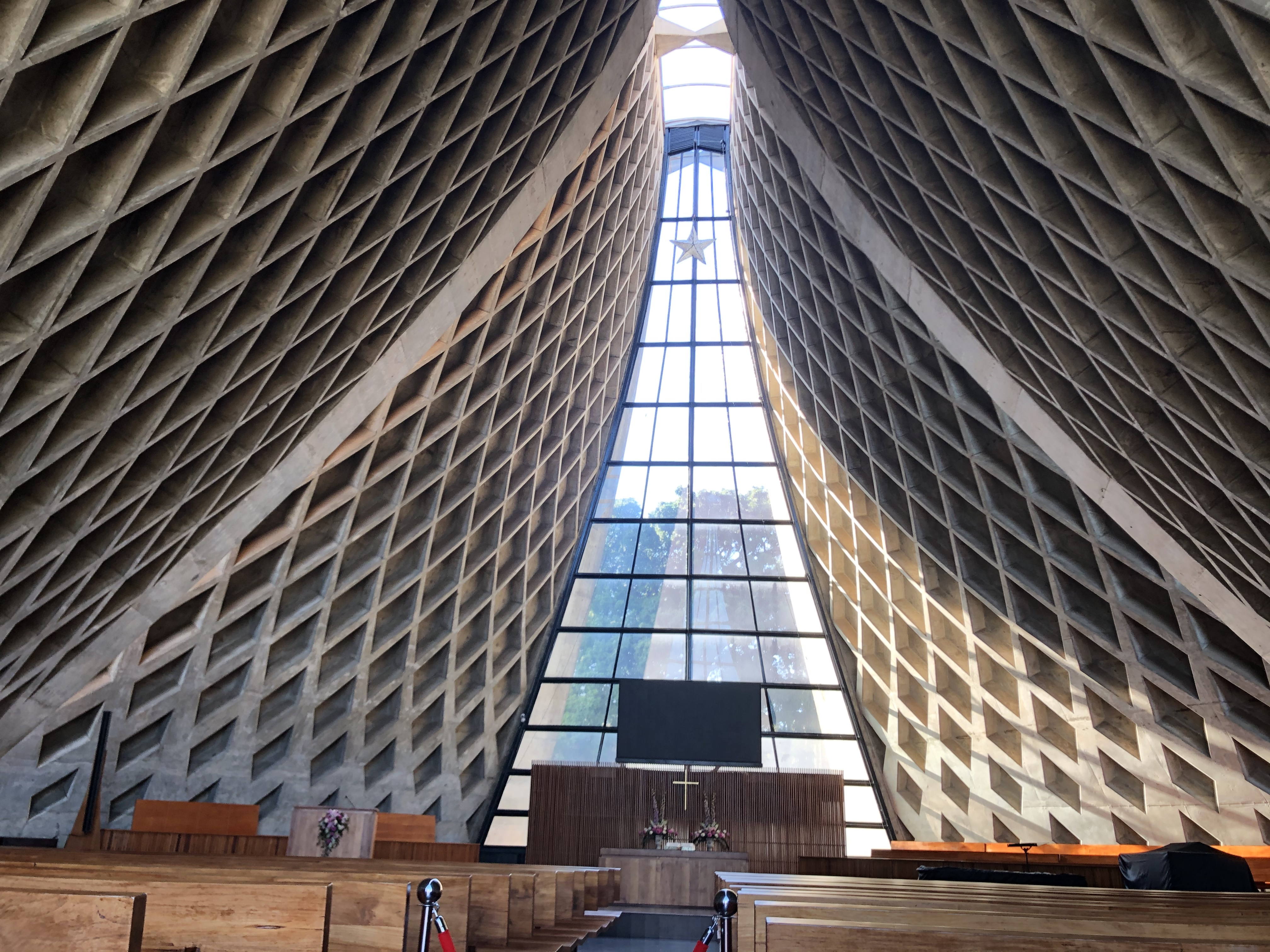
Intérieur de la chapelle.